# 安娜罗萨·莱里
安娜罗萨·莱里（義大利語：Annarosa Leri，？—），意大利干细胞学者，哈佛大学副教授。她和皮耶罗·安韦萨教授在波士顿的布莱根妇女医院从事医学研究。她和安韦萨等人于2003年提出使用心脏干细胞修复受损心肌细胞，但后来被证实是一场彻头彻尾的学术骗局。